# Opération Iskra
Seconde Guerre mondiale
Batailles
Front de l’Est

Prémices :
- Campagne de Pologne
- Guerre d’Hiver

Guerre germano-soviétique :
- 1941 : L'invasion de l'URSS

- Opération Barbarossa

Front nord : 
- Guerre de Continuation
- Opération Silberfuchs
- Siège de Léningrad

Front central : 
- 2e bataille de Brest-Litovsk
- Bataille de Białystok–Minsk
- 1re bataille de Smolensk
- Bataille de Kiev

Front sud : 
- Siège d'Odessa
- Campagne de Crimée

- 1941-1942 : La contre-offensive soviétique

Front nord : 
- Poche de Demiansk
- Poche de Kholm

Front central : 
- Bataille de Moscou

Front sud : 
- Seconde bataille de Kharkov

- 1942-1943 : De Fall Blau à 3e Kharkov

Front nord : 
- Offensive de Siniavino
- Opération Iskra
- Bataille de Krasny Bor
- Opération Poliarnaïa Zvezda

Front central : 
- Opération Mars

Front sud : 
- Bataille du Caucase (opération Fall Blau)
- Bataille de Stalingrad
- Opération Uranus
- Opération Saturne
- Offensive d'Ostrogojsk-Rossoch
- Offensive de Voronej-Kastornoe
- Opération Gallop
- Opération Étoile
- Troisième bataille de Kharkov

- 1943-1944 : Libération de l'Ukraine et de la Biélorussie

Front central : 
- 2e bataille de Smolensk
- Opération Bagration

Front sud : 
- Bataille de Koursk
- Bataille du Dniepr
- Offensive Dniepr-Carpates
- Offensive de Crimée
- Offensive de Lvov-Sandomir

- 1944-1945 : Campagnes d'Europe centrale et d'Allemagne

Allemagne : 
- Offensive Vistule-Oder
- Offensive de Poméranie orientale
- Siège de Breslau
- Offensive de Prusse-Orientale
- Bataille de Königsberg
- Bataille de Seelow
- Bataille de Bautzen
- Bataille de Berlin
- Capitulation allemande

Front nord et Finlande : 
- Guerre de Laponie
- Offensive Leningrad-Novgorod
- Bataille de Narva

Europe orientale : 
- Opération Margarethe
- Insurrection de Varsovie
- Soulèvement national slovaque
- Opération Panzerfaust
- Bataille de Budapest
- Opération Frühlingserwachen
- Offensive de Vienne
- Insurrection de Prague
- Offensive de Prague
- Bataille de Slivice

Front d’Europe de l’Ouest

Campagnes d'Afrique, du Moyen-Orient et de Méditerranée

Bataille de l’Atlantique

Guerre du Pacifique

Guerre sino-japonaise

Théâtre américain
L'opération Iskra (en russe : Операция Искра, Operatsia Iskra, « opération Étincelle ») est une opération soviétique de la Seconde Guerre mondiale conçue pour briser le siège de Léningrad.
L'opération est menée par la 67e armée du front de Léningrad, les 2e armée de choc et 8e armée du front de Volkhov et la flotte de la Baltique avec pour but de créer une liaison terrestre avec Leningrad. L'opération réussit à ouvrir un corridor terrestre de 8 à 10 km de large pour la ville. Une voie ferrée fut rapidement construite dans le corridor permettant un ravitaillement beaucoup plus important que par la route de la vie et réduisant significativement la possibilité de la prise de la ville par les troupes de l'Axe.
Le succès d'Iskra conduisit la Stavka à lancer une opération beaucoup plus ambitieuse nommée opération Polyarnaya Zvezda (« Étoile polaire ») moins de deux semaines plus tard. Cette opération avait pour but de lever définitivement le siège de Leningrad et vaincre de façon décisive le groupe d'armées Nord.

## Préambule
Fin 1942, les conditions de Leningrad continuent d'être difficiles. Les troupes du front de Leningrad et la flotte de la Baltique sont toujours isolées du reste du pays.
Courant 1942, l'Armée rouge tenta de percer, à deux reprises, le blocus de Leningrad en lançant cependant, l'opération Liouban puis l'offensive Siniavino qui ne furent pas couronnées de succès. La zone située entre la côte sud du lac Ladoga et la ville de Mga (ru), est la distance la plus courte entre la ligne de front de Leningrad et la ligne de front de Volkhov, appelée le Col de bouteille, elle oscille entre 12 km et 16 km et est toujours fortement occupée par la 18e armée allemande.
La planification de l'opération a débuté peu après l'échec de l'offensive Siniavino. Les défaites allemandes sur le front de Stalingrad à la fin 1942 ayant affaibli le front allemand, le commandement soviétique cherche, fin 1942, à planifier ou à mener des opérations offensives sur l'ensemble du front russe en particulier dans le Sud de la Russie, pour le début de l'année 1943.
En novembre 1942, les commandants du front de Leningrad présentent plusieurs propositions pour la préparation d'une nouvelle offensive en vue de libérer à Leningrad.
1. L'opération Chlisselbourgskaïa (opération Chlisselbourg) est planifiée pour décembre 1942, avec le but d'effectuer une jonction avec le front de Volkhov puis assurer la construction du chemin de fer le long du lac Ladoga.
2. L'opération Ouritskaïa est planifiée pour février 1943 afin d'établir une jonction entre Leningrad et la tête de pont d'Oranienbaum.

Après avoir examiné les deux opérations, la Stavka décide d'abandonner l'opération Ouritskaïa et approuve l'opération Chlisselbourgskaïa sous le nom de code Iskra. Selon la directive 170 703, l'opération Iskra a pour but de réduire le Col de bouteille, empêchant tout ravitaillement de Leningrad, et de créer un contact terrestre avec la ville.

### Directive 170 703
DIRECTIVE
« le 8 décembre 1942 no 170 703

Le commandant des fronts de Volkhov et de Leningrad pour la percée du siège de Leningrad et la préparation de l'offensive de Mga.
8 décembre 1942 22 h 45
Le but des efforts conjoints des fronts de Volkhov et de Leningrad est de vaincre le groupe ennemi dans la région de Lipka, Gaïtolovo, Moscou, Doubrovka, Chlisselbourg et ainsi briser le siège de la ville de Leningrad, avant la fin janvier 1943.
Lignes de défense devront être bien établies sur le ??? (une rivière sûrement) Michael, Tortolovo, pour assurer une communication du front de Leningrad, après quoi les troupes pourront se reposer 10 jours.
Dans la première moitié de février 1943, il faudra préparer et mener des opérations pour vaincre l'ennemi dans la région de Mga et nettoyer les alentours du chemin de fer de Kirov et les routes d'accès à la ligne de Raven, Sigolovo, Voïtolovo, Voskresenskoïe.
À la fin de l'offensive de Mga les troupes prendront leurs quartiers d'hiver.
Cet ordre est pour les commandants de régiments, inclusivement.
Confirmez la réception. À transmettre à l'échelon.
Stavka du grand commandement suprême. J. Staline G. Joukov »

## Forces en présences

### Forces soviétiques
Le total des troupes des deux fronts est de 302 800 officiers et soldats, environ 4 900 pièces d'artillerie et de mortiers (d'un calibre de 76 mm et plus), plus de 600 chars et 809 avions.
Les troupes soviétiques sont environ 5 fois supérieures à celle de l'ennemi en hommes et en matériel.
- Front de Léningrad sous le commandement du colonel-général Leonid Govorov
  - 67e armée du lieutenant-général Mikhaïl Pavlovitch Doukhanov (ru)
  - 55e armée du lieutenant-général Vladimir Sviridov (ru)
  - 414 avions de la 13e armée de l'air (en) du colonel-général Stepan Dmitrievitch Rybalchenko (en)
- Front de Volkhov sous le commandement des généraux Kirill Meretskov et Ivan Fediouninski
  - 2e armée de choc du lieutenant-général Vladimir Zaharovitch Romanovski
  - 54e armée du lieutenant-général Alexandr Vassilevitch Soukhomline (ru)
  - 8e armée du lieutenant-général Philipp Nikanorovitch Starikov (ru)
  - 14e armée de l'air (ru) du lieutenant-général Ivan Petrovitch Jouravlev (ru)
- Soutenu par l'artillerie des navires de la flotte de la Baltique et de la flottille de Ladoga (ru), composé de 1 870 canons et mortiers.

### Forces allemandes
La défense de la zone Schlüsselburg-Siniavino est réalisée par six divisions soit environ 60 000 officiers et soldats, soit 10 000 à 12 000 combattants par division, avec le soutien de 700 canons et mortiers, et d'environ 50 chars et canons d'assaut.
Le soutien aérien de la 18e armée et de l'ensemble du groupe d'armées Nord est réalisé par la Luftflotte 1 forte d'environ 200 avions.
- 18e armée du général Georg Lindemann
- Luftflotte 1 du colonel-général Alfred Keller

## Préparation de l'opération

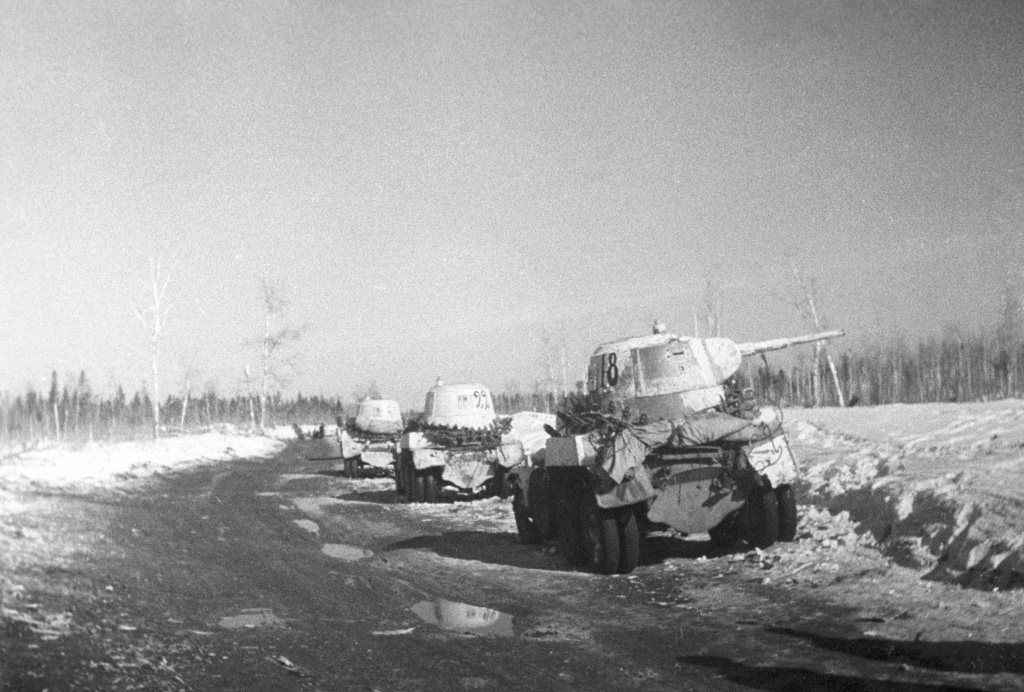
Colonne d'automitrailleuses soviétiques ; photo prise pendant l'hiver 1942 sur le front de Leningrad.

La zone sud du lac Ladoga est une région très boisée avec de nombreux milieux humides, notamment des tourbières, des marécages et des marais ou se trouvent les cités ouvrières des tourbières de Nazia. Ces deux facteurs entraveront la mobilité de l'artillerie et des véhicules blindés, fournissant un avantage considérable aux forces de défense.
L'un des endroits clés se trouvait sur les hauteurs de Siniavino, un monticule haut de 150 mètres qui domine la plaine et qui est l'une des rares zones sèches et claires de la zone.

### Préparatifs allemands
À la suite des difficultés du secteur de Stalingrad et de l'offensive soviétique à Velikie Louki au sud de Leningrad, le groupe d'armées Nord est désormais sur une position défensive vu qu'il a été dépouillé de nombreuses troupes. La 11e armée, qui devait mener l'assaut final sur Leningrad, et qui avait contrecarré la dernière offensive soviétique, a été transférée au groupe d'armées Centre en octobre ainsi que neuf autres divisions qui ont été également réaffectées sur d'autres secteurs.
Au début de l'offensive soviétique, la 18e armée qui est dirigée par Georg Lindemann se compose de 26 divisions réparties sur un front de 450 km. Le rideau défensif de la 18e armée était très mince et très étiré. Ses forces ne lui permettant pas de disposer de réserves de division, chaque division avait une réserve tactique d'un ou deux bataillons, et les réserves de l'armée se composaient d'éléments des 96. ID et 5e division de montagne. La Luftflotte 1 fournit le soutien aérien de la 18e armée.
Cinq divisions et une partie d'une autre gardaient l'étroit couloir qui sépare les deux fronts soviétiques : le front de Léningrad et le front de Volkhov. Le couloir large de seulement 16 km fut appelé le Col de bouteille.
Depuis le 8 septembre 1942, la ligne de front avait très peu changé depuis que le blocus a été établi, les forces allemandes avaient construit un réseau dense de points forts défensifs, reliés entre eux par des tranchées et protégés par de nombreux obstacles avec une artillerie de verrouillage et de nombreux mortiers.
Malgré la supériorité significative de l'Armée soviétique, le commandement allemand compte garder ses positions, principalement grâce à la puissance de ses positions défensives. La majorité des points d'appui étaient des forteresses qui étaient protégées par une première ligne doublée d'une défense en profondeur composée de champs de mines, de barbelés et de bunkers fortifiés.
Face à la 67e armée soviétique, la défense est tenue par un régiment de la 227e ID, la totalité de la 170e division d'infanterie et un régiment de la 5e division de montagne. Ces troupes sont chargées de défendre Schlisselbourg, les cités ouvrières de Nazia no 1, 5 et 6, la gare Podgornaïa, Siniavino, et la cité Saint-Michel. En outre la 61e ID se trouve à la cité ouvrière no 5 au centre du dispositif.
Dans la zone de la 2e armée de choc et de la 8e armée soviétique la défense est tenue par la 227e division d'infanterie, moins un régiment, la 1re division d'infanterieet un régiment de la 223e division d'infanterie et de la sécurité 207e division de sécurité. Les principaux points de résistance étaient Lipka, la cité ouvrière no 8, Krouglaïa Grove et les villages de Gaïtolovo et Tortolovo.
Les réserves, qui sont positionnées dans la région Mga, sont composées de la 96. ID, de la 5e division de montagne moins un régiment, ainsi que le 502e bataillon de chars lourds composé de 23 chars (16 Panzer III, 6 Panzer IV et 1 befehlspanzer.

### Préparatifs soviétiques
La Directive 170 703 indiquait que les troupes des front de Volkhov et de Léningrad, devaient attaquer conjointement dans les régions de Lipka, Gaïtolovo, Doubrovka, Schlisselbourg, afin de reprendre le Col de bouteille pour créer un couloir de ravitaillement terrestre pour Leningrad, indiquant que l'opération devait être terminée pour la fin janvier 1943.
La grande différence d'avec l'offensive Siniavino est principalement le lieu et la méthode de l'attaque principale.
Lors de l'offensive de Siniavino, les forces soviétiques ont attaqué au sud de la commune urbaine de Siniavino, ce qui leur a permis de cerner plusieurs divisions allemandes, mais en s'offrant aux contre-attaques de flanc. C'est d'ailleurs les contre-attaques qui ont finalement provoqué l'échec de l'offensive.
L'offensive Iskra sera menée au nord de Siniavino, plus près de la rive du lac Ladoga, éliminant les menaces d'attaques de flanc et augmentant la probabilité de succès. Toutefois, les Soviétiques ont alors abandonné l'idée d'encercler la plupart des forces allemandes dans le Col de bouteille.
L'objectif de la 67e armée est de traverser le fleuve Neva, entre le museau Nevski et Schlüsselburg, de percer les premières lignes ennemies, situées à 12 kilomètres, et se dirigeant dans la direction de Siniavino, prendre les cités ouvrières des tourbières de Nazia no 6 et no 1 ainsi que Siniavino et Schlüsselburg. Dans un second temps, après avoir rejoint les forces du front de Volkhov elle devait développer une offensive en direction du sud-est pour atteindre la rivière Moïka.
Du côté du front de Volkhov, l'objectif des différentes composantes de la 2e armée de choc est de percer les défenses ennemies sur une largeur de 12 km, entre Gaïtolova et Lipka, de réduire les points d'appui de la colonie de travailleurs no 8, de la forêt de Krouglaïa Grove puis dans un second temps, se diriger vers l'ouest en direction de Siniavino en se rendant maîtres des colonies de travailleurs nos 1, 5, 7 et de la ville de Siniavino. Dans un troisième temps, une autre partie des troupes de la 2e choc, après avoir fait sa jonction avec les troupes du front de Leningrad, devait prendre la colonie de travailleurs no 2  puis se dirigeant vers le sud capturer la colonie de travailleurs no 6.
L'objectif de la 8e armée était de percer les défenses à Gaïtolovo et d'avancer dans la direction de Tortolovo et Saint-Michel.
Du côté soviétique, le commandement avait une image assez détaillée de la défense ennemie grâce aux efforts du renseignement. Il réussit également à cacher à l'ennemi la direction de l'attaque principale.
Les deux fronts ont reçu plusieurs divisions d'infanterie supplémentaires ainsi que des brigades. Mais elles ont également reçu comme renforts de l'artillerie, du génie, et des unités d'hiver spécialisées comprenant 3 brigades de ski et 4 bataillons d'aérosans,, qui étaient vitales pour percer les lourdes défenses allemandes. Afin de s'assurer de la supériorité aérienne, qu'ils n'avaient pas eu lors de l'offensive précédente, la force aérienne comporte désormais plus de 800 avions. Les forces blindées lourdes ne pouvant pas bien être utilisées dans les terrains marécageux, elles le seront principalement comme bataillons de renfort et d'appoint pour les divisions ou brigades.
Le 10 janvier, la Stavka envoie Joukov pour coordonner la bataille.
Initialement prévue pour le mois de décembre 1942, l'opération est reportée car la glace sur la Neva, le lac Ladoga et les marais n'était pas assez robuste. Un nouveau report a lieu le 1er janvier en raison du manque d'épaisseur de glace sur la Neva. L'opération débute donc le 12 janvier 1943, toutefois la glace n'est pas assez épaisse pour soutenir les véhicules lourds.

## La bataille

### 12 janvier

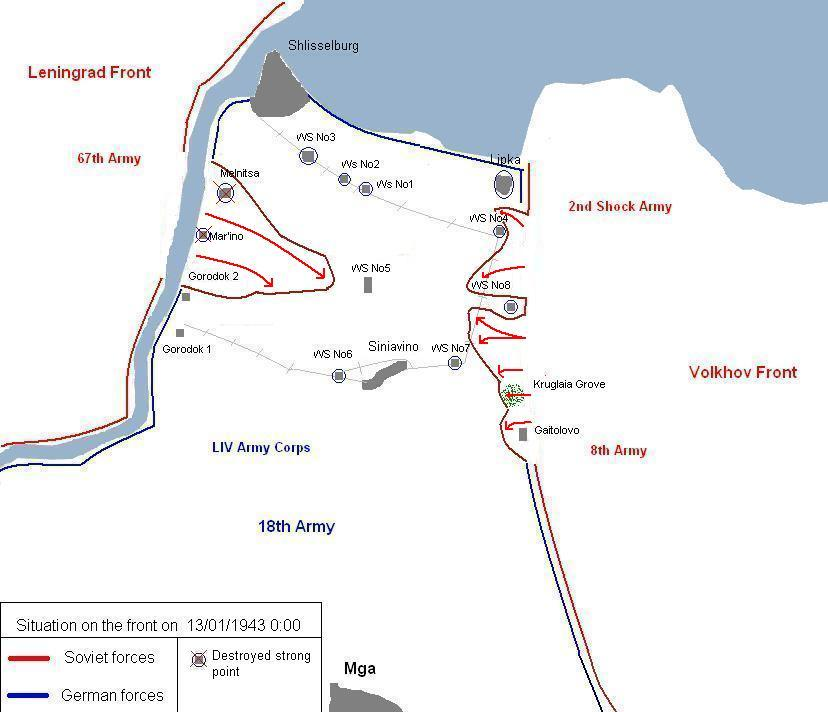
Avance soviétique au 12 janvier.

Dans la nuit du 11 au 12 janvier, les bombardiers de nuit soviétiques attaquent le quartier général de la division, les positions d'artillerie, les aérodromes allemands, les centres de communication et les nœuds ferroviaires afin de perturber l'organisation des défenseurs.
L'opération débute le 12 janvier à 9 h 30, après une préparation d'artillerie de 2 h 20 sur le côté ouest, 1 h 40 sur le côté est du Col de bouteille, et un tir de barrage de Katiouchas.
À 11 h 50, sur le front de Léningrad, les 136e et 268e divisions de fusiliers soviétiques commencent à traverser la Neva. Chaque division a été renforcée par quatre ou cinq régiments d'artillerie et de mortiers, d'un régiment de canons anti-chars et d'un ou deux bataillons de génie. L'attaque qui s'effectue sur 3 points, est également soutenue par 147 chars légers et des véhicules blindés que la Neva gelée pouvait supporter.
Les forces du front de Léningrad progressent fortement entre Schlüsselburg et Gorodok 2. Le secteur nord, est composé de la 136e division et d'un bataillon de la 61e brigade de chars. Le secteur central est composé de la 268e division et du 86e bataillon de chars[réf. nécessaire].
À la fin de la journée, les troupes soviétiques qui ont brisé la défense de la 170. ID établissent une tête de pont d'environ 5 km de large sur 3 km de profondeur. À 18 h les sapeurs construisent des ponts près de Mar'ino pour permettre aux troupes de deuxième échelon et aux chars moyens et lourds d'avancer.
Toutefois les attaques plus au sud, près de Gorodok, effectuées par la 45e division de fusiliers de la Garde et le 118e bataillon de chars ont seulement abouti à la capture de la première ligne de tranchées allemandes. L'attaque plus au nord, contre Schlisselbourg effectuée par la 86e division de fusiliers et la 61e brigade de chars a échoué, ces unités n'ayant pas réussi à traverser la Neva en raison d'une défense acharnée. En soirée, le commandement du front décide d'exploiter la tête de pont, et y transporte ces unités afin d'attaquer Schlisselbourg à partir du sud. Toutefois les diverses attaques et bombardements ont anéanti deux régiments de la 61e DI.
À 11 h 15, la 2e armée de choc passe à l'offensive et à 11 h 30 c'est au tour de la 8e armée. À cause des lourdes défenses et de la région marécageuse et tourbeuse même gelée, la progression des troupes soviétiques est difficile. Sur les zones nord et centrale, les 128e, 372e et 256e divisions de fusiliers soviétiques réussissent à percer les défenses de la 227e division d'infanterie allemande sur 2 km mais sans parvenir à détruire les points d'appui allemands de Lipka ainsi que le point d'appui de la cité ouvrière no 8. Ce dernier a été une position défensive avec une garnison de 700 hommes et 16 bunkers.
Plus au sud, entre le point d'appui no 8 et Krouglaïa Grove, l'avance de la 327e division de fusiliers soviétique est de 1 km à 2 km seulement, tandis que plus au sud encore, les attaques effectuées par les 80e et 256e divisions de fusiliers et la 73e brigade de fusiliers marins ont seulement réussi à capturer la première ligne de tranchées allemandes défendue par la 1re division d'infanterie allemande.
Le commandement allemand a été contraint à renforcer ses défenses en déployant ses réserves dans la région toute la nuit. Un groupement tactique improvisé composée de cinq bataillons de la 96e division d'infanterie, appuyée par l'artillerie et quatre chars Tigre, s'installe à Gorodok no 2 pour renforcer la 170e division d'infanterie à l'ouest. Un autre groupe de combat de bataillons de la 96e division d'infanterie, est envoyé à Gorodok no 1 pour soutenir la 227e division d'infanterie.

### 13 au 17 janvier

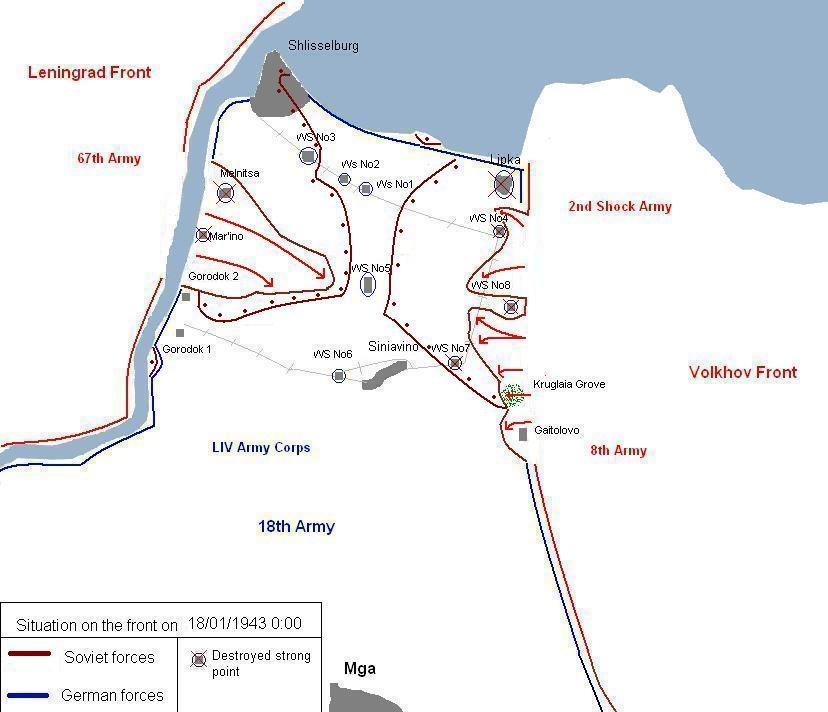
Avance soviétique au 17 janvier.

Les cinq jours de combat suivants sont féroces et acharnés. L'ennemi offre une résistance acharnée, grâce à ses nombreux points d'appui défensifs. Pour cette deuxième journée, le commandement soviétique décide d'engager les troupes de deuxième échelon. L'avance soviétique est toutefois très lente en raison des lourdes défenses allemandes et de la vaillance des défenseurs. Les Soviétiques sont obligés de repousser des contre-attaques qui perturbent la conquête.
Le 13 janvier, en raison du mauvais temps l'aviation soviétique reste clouée au sol. Pour ces raisons, les Soviétiques subissent de lourdes pertes sans gain de terrain significatif. La 45e division de la Garde et la 268e division de fusiliers s'élancent sur la Neva gelée. La défense allemande brise leurs assauts, mais un peu plus loin, la 61e brigade de chars et la 136e division de fusiliers réussissent à installer une tête de pont sur la rive est de la Neva, malgré la défense de fer de la 227 ID et se dirigent en direction de la cité ouvrière no 5. Pour assurer les flancs la 123e brigade de fusiliers est envoyée en direction de la cité ouvrière no 5 et la 123e division de fusiliers accompagnée de la 152e brigade de chars se dirigent en direction de Siniavino et de la cité no 6.
Sur le front de Volkhov, la 2e armée de choc lance ses forces dans la bataille. La 18e division de fusiliers et la 98e brigade de chars attaquent en direction de la cité no 5, la 71e division de fusiliers en direction de Krouglaïa Grove sans avance significative.
Côté allemand, les défenseurs luttent avec acharnement. Les contre-attaques n'ayant pas réussi, les renforts sont constitués de Kampfgruppen. Ces groupes de combat sont formés principalement à partir des 1re et 61e de la 5e division de montagne et de la SS Polizei Division.
Le 14 janvier, la météo s'améliore suffisamment pour permettre un soutien aérien et l'avance soviétique reprend, mais à un rythme lent en concentrant ses attaques à partir du front de Volkhov. Pour accélérer l'encerclement des points d'appui de Lipka, les Soviétiques utilisent, en appui de la 128e division de fusiliers, la 12e brigade de ski, qui traverse le lac Ladoga, gelé, et attaque les lignes allemandes par l'arrière. Plus au sud, trois divisions d'infanterie et la 98e brigade de chars de la 2e armée de choc attaquent en direction du point d'appui no 5 où s'accrochent les Allemands du 284e régiment d'infanterie de la 96. ID venu renforcer les défenseurs. Dans le secteur de Gaïtolovo la 2e armée de choc lance les 11e, 191e, 239e divisions de fusiliers accompagnées de la 13e brigade de ski et de la 122e brigade de chars qui n'arrivent pas à percer et élargir le front au sud. Le seul succès est obtenu par la 256e division de fusiliers qui réussit à prendre la cité ouvrière no 7.
Du côté du front de Leningrad, les quatre chars restant de la 1.Kompanie de la Schwere Panzer Abteilung 502 repoussent l'assaut, à travers la Neva gelée, d'une trentaine de chars T-34. Dans le secteur de Schlisselbourg, les combats sont féroces. La 86e division soviétique accompagnée d'un bataillon de la 61e brigade de chars attaquent par le sud pendant que la 34e brigade de ski et la 55e brigade de fusiliers, attaquent par le nord à travers le lac Ladoga gelé.
À la fin de la journée, les forces allemandes situées dans les zones de Lipka et de Schlisselbourg sont presque totalement coupées du reste de l'armée allemande.
Le 15 janvier, les Soviétiques se sont battus particulièrement contre les points d'appui 3, 4, 7 et 8 et la poche de Schlisselbourg. Les assauts répétés des forces soviétiques font craquer les défenses allemandes.
Sur le côté ouest, en fin de journée, la cité ouvrière no 3 est enfin prise par la 123e brigade de fusiliers.
Sur le côté est, la 372e division de fusiliers prend les cités ouvrières nos 8 et 4.
La 136e division de fusiliers (ru) et la 61e brigade de chars de la 55e armée venant de l'ouest et la 18e division de fusiliers et la 16e brigade de chars de la 2e armée de choc venant de l'est font leur jonction au nord du point d'appui no 5, encerclant ainsi la 227. ID et deux bataillons de la 96. ID dans Schlisselbourg. Les Soviétiques concentrent alors tous leurs efforts pour réduire la poche. Leonid Govorov est promu colonel général.
Toutefois une contre-attaque de la 61. ID parvient à rompre l'encerclement et deux régiments rejoignent les troupes assiégées, mais les Soviétiques contre-attaquant également referment l'ouverture. Le général Werner Hühner, commandant la 61e division prenant le commandement des forces de la poche Schlisselbourg, organise la défense avec des Kampfgruppen. Les combats autour de Poselok no 5 font rage entre les défenseurs et la 136e division de fusiliers soviétique.
Le 16 janvier, la 18e division de fusiliers soviétique lance trois assauts sur Poselok no 5 qui sont tous repoussés.
Le 17 janvier, la 18e division de fusiliers soviétique appuyée par la 61e brigade de chars, encerclent le point d'appui après des combats d'une violence inouïe, mais les défenseurs tiennent toujours bon. Les troupes soviétiques sont à 1,5 km-2 km des points d'appui nos 1 et 5.
En fin de journée la 372e division de fusiliers prend la cité no 1.

### 18 au 20 janvier

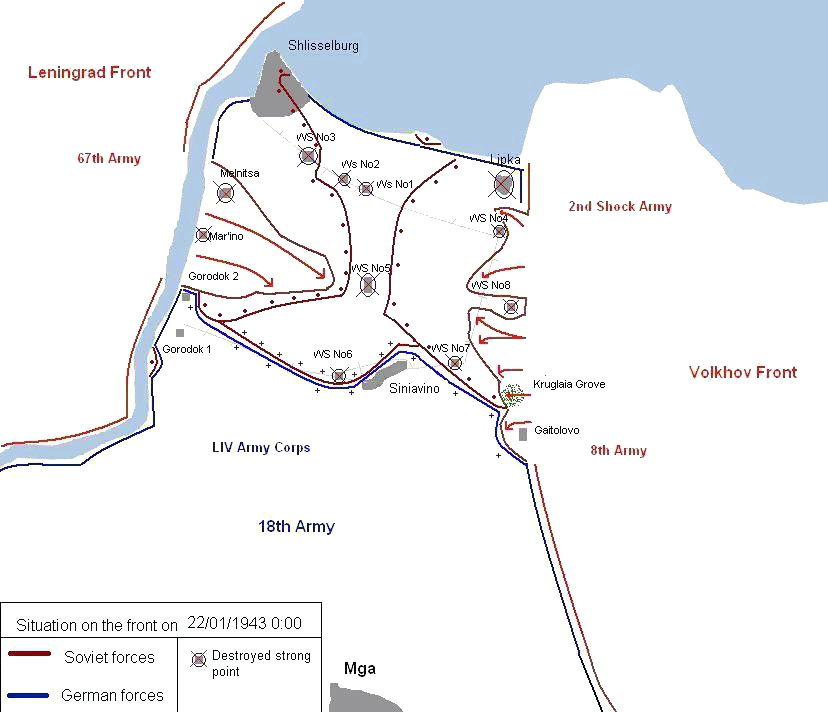
Avance soviétique au 21 janvier.

Le 18 janvier, les combats reprennent avec la même intensité. La 123e division de fusiliers de la 67e armée soviétique et la 372e division de fusiliers de la 2e armée de choc font leur jonction à proximité du point d'appui no 1. La 136e division de fusiliers soviétique appuyée par la 61e brigade de chars entrent enfin dans le point d'appui no 5. Le blocus de Leningrad est brisé.
Les troupes allemandes situées au nord de ces jonctions, dont les plus nombreuses sont à Schlisselbourg, se retrouvent donc encerclées. Toutefois les troupes soviétiques occupant WS no 5 sont délogées par un barrage d'artillerie allemand qui permet au Kampfgruppe Hühner d'abandonner la poche de Schlisselbourg, en abandonnant son artillerie et les équipements lourds, et après de terribles combats au corps à corps, à travers la région boisée vers Siniavino, de rejoindre, les lignes allemandes plus au sud.
En début d'après-midi, les forces soviétiques nettoient Schlisselbourg et Lipka des forces allemandes et commencent à liquider le reste des forces réfugiées dans les forêts du sud du lac Ladoga.
Les 19 et 20 janvier, les débris du Kampfgruppe Hühner atteignent dans les premières lignes allemandes. L'évasion a été coûteuse pour les deux parties.
Les forces soviétiques, ayant éliminé les forces allemandes encerclées qui n'avaient pu s'échapper, continuent leur offensive vers le sud en direction de Siniavino. Cependant, malgré la 18e armée qui avait renforcé ses positions défensives dans le secteur avec la SS Polizei Division, les 21e et 11e DI et la 28e division de montagne[réf. nécessaire] les forces soviétiques parviennent à capturer le WS no 5, mais sont incapables d'avancer plus loin.

### 21 au 30 janvier
Le 21 janvier, incapables d'avancer plus loin, les Soviétiques commencent à fortifier très fortement la région pour contrecarrer toute tentative allemande d'une contre-attaque et d'un rétablissement du blocus de Leningrad.
Le 22 janvier, la construction de la ligne ferroviaire reliant Leningrad au reste du pays à travers le couloir capturé commence, conformément au plan du Comité de Défense ordonnant que la construction soit terminée dans les 20 jours. Les travaux ont été achevés en avance sur le calendrier et les trains commencent à livrer du matériel à partir du 6 février 1943.
Le 30 janvier, l'opération Iskra est officiellement terminée.

## Bilan

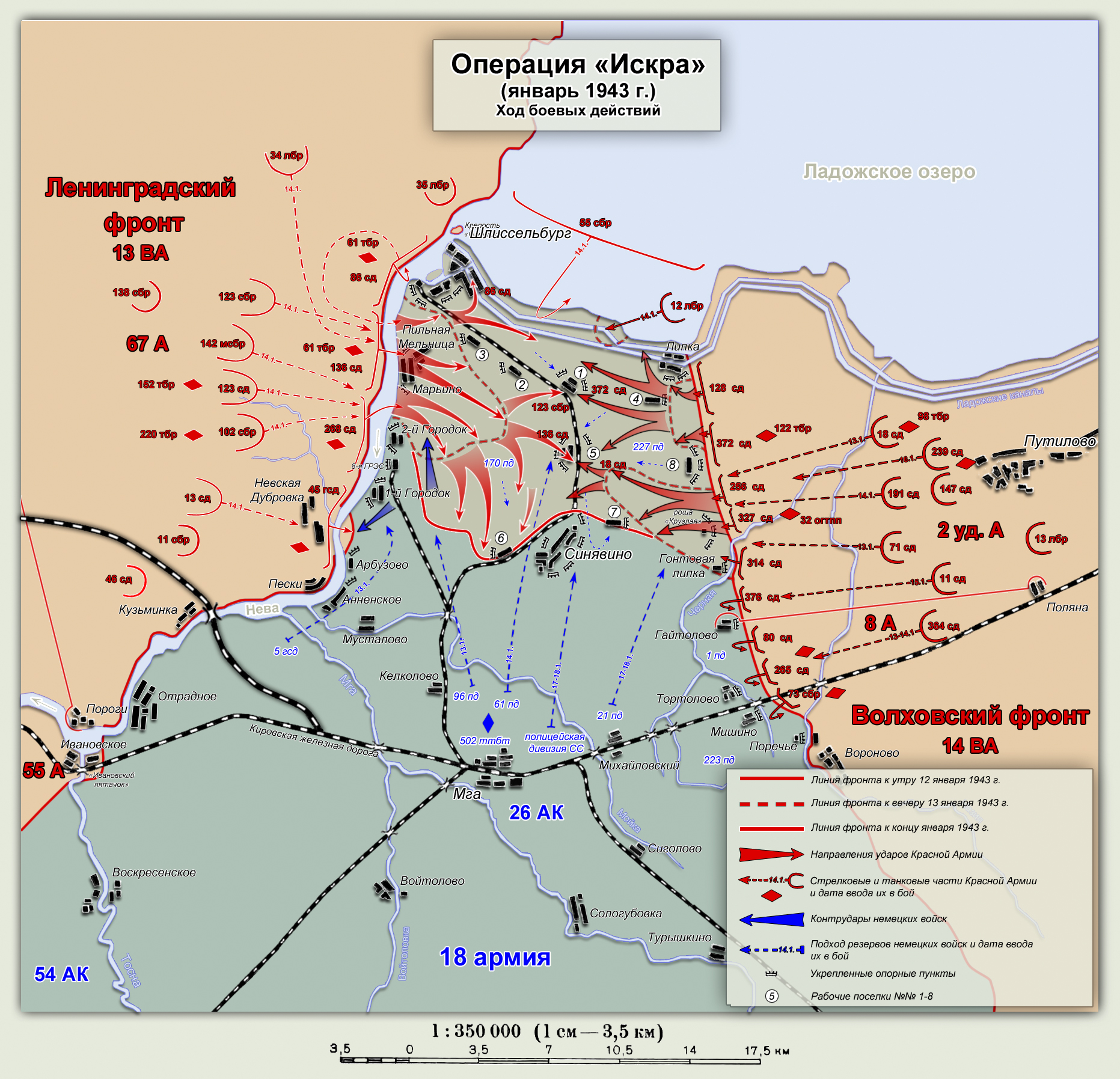
La carte de la bataille.

L'opération Iskra est une victoire stratégique pour les forces soviétiques. Du point de vue militaire, l'opération a éliminé la possibilité de la capture de la ville. D'autre part le front de Leningrad sera désormais très bien ravitaillé, renforcé et capable de coopérer plus étroitement avec le front de Volkhov. Pour la population civile, l'opération Iskra permet le ravitaillement en nourriture ainsi que la possibilité d'évacuer plus de civils de la ville. La fin du blocus a également eu un effet stratégique, bien qu'il ait été éclipsé par la reddition de la 6e armée allemande à Stalingrad quelques jours plus tard. En effet, le char Tigre, capturé intact par les Soviétiques lors de cette bataille, est évacué par les forces soviétiques pour être étudié.
Cette victoire conduit à des promotions pour Leonid Govorov, qui est promu, le 15 janvier, au grade de colonel-général et Joukov, qui est promu, le 18 janvier, maréchal de l'Union soviétique. En outre Govorov et Meretskov sont décorés, le 28 janvier, de l'ordre de Souvorov 1re classe. Les 136e et 327e divisions de fusiliers sont promues et deviennent les 63e et 64e divisions de la garde, alors que la 61e brigade de chars devient la 30e brigade de chars de la Garde.
Du côté allemand, faute de renforts suffisants, le commandement du groupe d'armées Nord prit la décision de raccourcir la ligne de front, en évacuant les saillants de Demiansk et de Rjev. Le saillant de Demiansk qui resta tout au long 1942, malgré son encerclement pendant quelques mois, était une importante tête de pont stratégique. Ce saillant avec celui de Rjev, également évacué au printemps 1943, pouvaient potentiellement être utilisés pour encercler un grand nombre de forces soviétiques. Cependant, dans la situation qui s'était développée, leur conservation n'était plus possible.
Malgré ces conditions, la Stavka savait que l'opération Iskra était incomplète, car le couloir qui avait été ouvert était étroit et il était encore à portée de l'artillerie allemande ; les hauteurs stratégiques de Siniavino qui étaient ainsi encore sous contrôle allemand. Joukov planifia une opération beaucoup plus ambitieuse nommée offensive Poliarnaïa Zvezda (« Étoile polaire »). L'opération avait pour but de vaincre de façon décisive de groupe d'armées Nord, mais elle échoua dès le début. Les forces soviétiques réalisèrent, en 1943, plusieurs autres offensives dans la région, élargissant lentement le couloir, avant de capturer Siniavino en septembre. Toutefois, la ville était encore soumise à un siège partiel. Les bombardements aériens et d'artillerie durèrent jusqu'en janvier 1944, lorsque les lignes allemandes furent percées par l'offensive Leningrad–Novgorod, levant totalement le siège.